# Lev Robert Melč
Major pilot Lev Robert Melč (rodným jménem Robert Meltsch, 10. května 1891 Loučka u Nového Jičína – 20. listopadu 1934 Praha) byl český voják, během první světové války vojenský pilot c. k. Rakousko-uherského letectva, posléze československý legionář v Rusku, účastník Ruské občanské války a tzv. Sibiřské anabáze. Byl jedním z československých legionářů, kteří v rámci legií roku 1918 založili v Rusku samostatný letecký oddíl.

## Život

### Mládí
Narodil se v Loučce nedaleko Nového Jičína. Absolvoval brněnskou německou průmyslovku, poté pracoval jako strojní mechanik. Následně byl odveden do rakousko-uherské armády k povinné vojenské službě, dosáhl povýšení a roku 1913 se přihlásil na pilotní kurz pro poddůstojníky. Roku 8. května 1914 získal pilotní diplom a byl zařazen do c. k. letectva jako kurýrní a průzkumný pilot.

### Válka

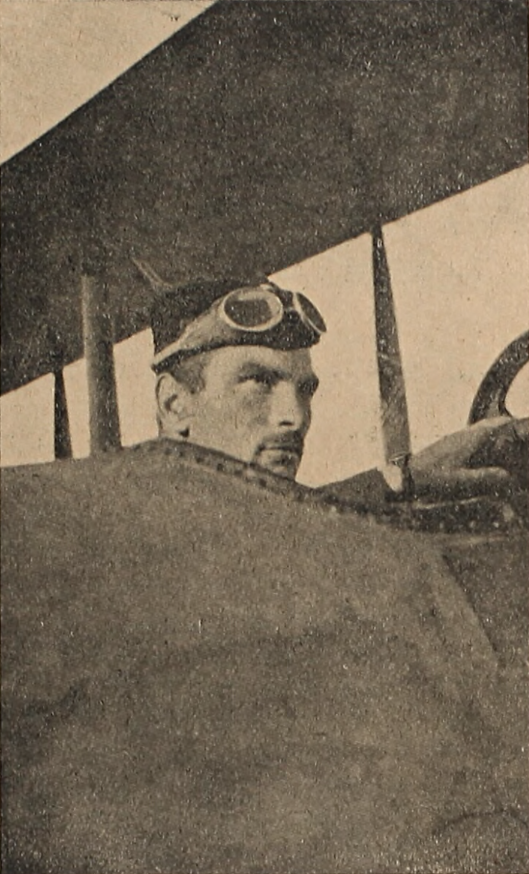
Melč v kokpitu

Dne 28. července 1914, když Rakousko-Uhersko vyhlásilo válku Srbsku. Meltschova jednotka se přesunula do Haliče, na polní letiště Aspern u pevnosti Přemyšl. Zde Meltsch absolvoval několik kurýrních letů mezi pevností a rakousko-uherským vojskem na letounu Aviatik B.II. 22. března 1915 byl jejich letoun spolu s druhým členem posádky při odletu z pevnosti sestřelen ruskou protiletadlovou palbou a oba byli zajati (Meltsch později tvrdil, že do zajetí přešel záměrně).
Po pobytu v zajetí se přihlásil do nově vznikajících československých legií a zařazen jako střelec 1. střeleckého pluku (Slezský) umístěného v Jekatěrinburgu. Poté absolvoval poddůstojnickou školu v Kyjevě a důstojnickou školu v Borispoli. V rámci uzavření sňatku konvertoval v Bělgorodu k pravoslaví, přijal jméno Lev a počeštělou podobu příjmení Melč. Posléze se zapojil se do bojů proti armádám Spolku jakožto stíhací a průzkumný pilot ruského letectva na francouzských strojích Farman F.30 a Nieuport 21. Proslul svou mimořádnou pilotní odvahou, prováděl rovněž riskantní noční lety.
V listopadu 1917 proběhl v Ruském impériu socialistický převrat a vládu nad zemí přebrala komunistická vláda v Moskvě. V březnu 1918 pak uzavřela se Spolkem separátního mír v Brestu-Litevském. Melč se následně vrátil k legiím a byl spolu s Ing. Vlastimilem Fialou spoluzakladatelem 1. československého aviatického oddílu. Asistoval s evakuací strojů před postupem německé armády z Kyjeva do centrálního Ruska. V červnu 1918 byl letecký oddíl rozpuštěn z důvodu absence letounů. Od července 1918 se v nově ustanoveném aviatickém oddílu zapojil do bojů legií proti bolševikům na Povolžské frontě. Působil mimo jiné na letištích v Omsku a Samaře, kde spoluzakládal první československou vojenskou leteckou školu. S legiemi absolvoval celou Sibiřskou anabázi a vrátil se do posléze vzniknuvšího Československa přes Vladivostok a následně mořskou cestou kolem Asie do Evropy.

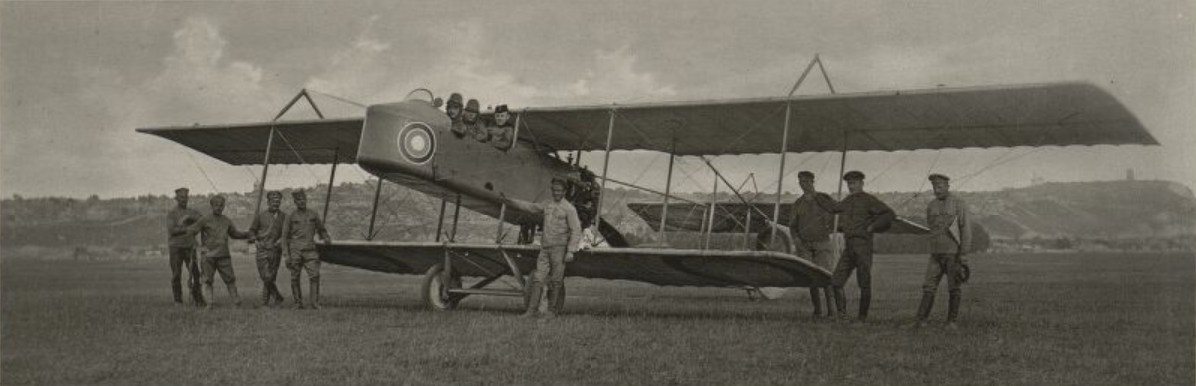
Melč na stroji Farman F.30 1. divize na letišti v Ufě, 1918

### Po vzniku Československa
Krátce byl pak členem Československé armády jako major leteckého sboru k pluku č. 1, kde byl spoluautorem první koncepce československého vojenského letectva. Roku 1921 byl demobilizován a nadále se věnoval podnikání.

### Úmrtí
Lev Robert Melč zemřel 20. listopadu 1934 v Praze na následky onemocnění tuberkulózou. K jeho předčasnému úmrtí a nemoci přispěl i zdravotní stav zhoršený zajetím a válečným nasazením. Vystrojen mu byl státní pohřeb s poctami, rakev pak putovala Prahou na pojízdném katafalku v podobě trupu letounu odstrojeného od křídel a následně pohřbena na pravoslavném vojenském hřbitově na Olšanských hřbitovech.